# بوسطن يونايتد
نادي بوسطن يونايتد لكرة القدم (بالإنجليزية: Boston United Football Club) هو نادي كرة قدم إنجليزي من مدينة بوسطن أٌسس عام 1933. يلعب النادي في دوري الشمال الوطني.